# Veys (Iran)
Veys (farsi ویس) è una città dello shahrestān di Bavi, circoscrizione di Veys, nella provincia del Khūzestān. Aveva, nel 2006, una popolazione di 14.024 abitanti. Si trova sulle rive del fiume Karun, a nord-est di Ahvaz.